# Rudy VanderLans
Rudy VanderLans, né en 1955 à Voorburg aux Pays-Bas, est un graphiste, photographe, typographe et éditeur américain d'origine néerlandaise.

## Biographie
VanderLans étudie les arts graphiques à la Royal Academy of Art de La Haye de 1974 à 1979 pour devenir illustrateur. Il commence son apprentissage au studio Wim Crouwel's Total Design, et crée des chartes graphiques chez Vorm Vijf & Tel Design. En 1981 il part  grâce à une bourse étudier la photographie à l'University of California de Berkeley. 
En 1983, il travaille pour le quotidien San Francisco Chronicle où il réalise des illustrations, des graphiques et des couvertures, puis conçoit les maquettes de petits magazines d'information commerciales (GlasHaus, Shift).
En 1984, VanderLans et son épouse Zuzana Licko fondent Emigre Graphics, une fonderie typographique digitale indépendante, et commencent la publication d'Emigre Magazine, journal vitrine d'Emigre Graphics et traitant de design graphique expérimental. Il s'occupera plutôt du magazine, elle de la fonderie. Le succès des polices de caractères lui permet en 1989 de se consacrer uniquement à Emigre.
La place majeure qu'occupe Emigre dans le graphisme des années 1980 et 1990 en ce qui concerne l'influence et l'innovation doit beaucoup aux théories graphiques de Rudy VanderLans. Axées sur une approche postmoderne, celles-ci promeuvent une libération des pratiques (typographies, couleurs, rythme, etc.) qui tranchent avec l'austérité utilitariste dans laquelle le modernisme traditionnel a pu conduire ; avec l'idée constante de l'influence du graphisme sur les changements sociaux.

« Des idées et des actes produisent du changement social. Le design graphique ne peut seulement qu'amplifier ces idées. Mais, s'il est mal fait, il peut tout aussi facilement les réduire et saper l'action, le changement social. [ … ] notre mission dans la communication est aussi importante que les messages et les clients que nous y associons.  L'effet de la philosophie sur le design graphique des années 1990 a été largement ignoré. »

— Rudy VanderLans
.